# Józef Stogowski
Józef Stogowski, född 27 november 1899 i Toruń, död i 14 maj 1940 i Toruń, var en polsk ishockeyspelare. Han var med i tre Olympiska vinterspel för det polska ishockeylandslaget: Olympiska vinterspelen 1928 i Sankt Moritz, i Olympiska vinterspelen 1932 i Lake Placid och  i Olympiska vinterspelen 1936 i Garmisch-Partenkirchen